# Среднеуранский сельсовет
Среднеуранский сельсовет — сельское поселение в Новосергиевском районе Оренбургской области Российской Федерации.
Административный центр — посёлок Среднеуранский.

## История
Статус и границы сельского поселения установлены Законом Оренбургской области от 9 марта 2005 года № 1906/314-III-ОЗ «О муниципальных образованиях в составе муниципального образования Новосергиевский район Оренбургской области»

## Население
| 2010  | 2012  | 2013  | 2014  | 2015  | 2016  | 2017  |
| ----- | ----- | ----- | ----- | ----- | ----- | ----- |
| 1160  | ↘1148 | ↘1138 | ↘1128 | ↘1099 | ↘1086 | ↘1070 |
| 2018  | 2019  | 2020  | 2021  |       |       |       |
| ↘1046 | ↘1028 | ↘1007 | ↘992  |       |       |       |

## Состав сельского поселения
На территории сельского поселения расположены 3 села: 
| № | Населённый пункт | Тип населённого пункта          | Население |
| - | ---------------- | ------------------------------- | --------- |
| 1 | Балейка          | село                            | 121       |
| 2 | Губовский        | посёлок                         | 224       |
| 3 | Среднеуранский   | посёлок, административный центр | 815       |